# Chadefaudia gymnogongri
Chadefaudia gymnogongri är en svampart som först beskrevs av Feldmann, och fick sitt nu gällande namn av Jan Kohlmeyer 1973. Chadefaudia gymnogongri ingår i släktet Chadefaudia och familjen Halosphaeriaceae.   Inga underarter finns listade i Catalogue of Life.